# رمزینه‌گذاری دی‌ان‌ای

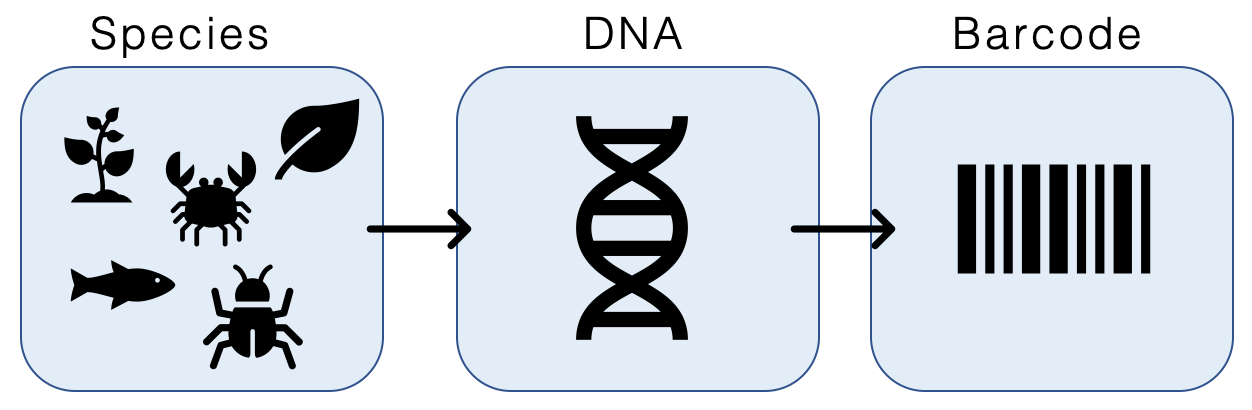
طرح بارکد DNA

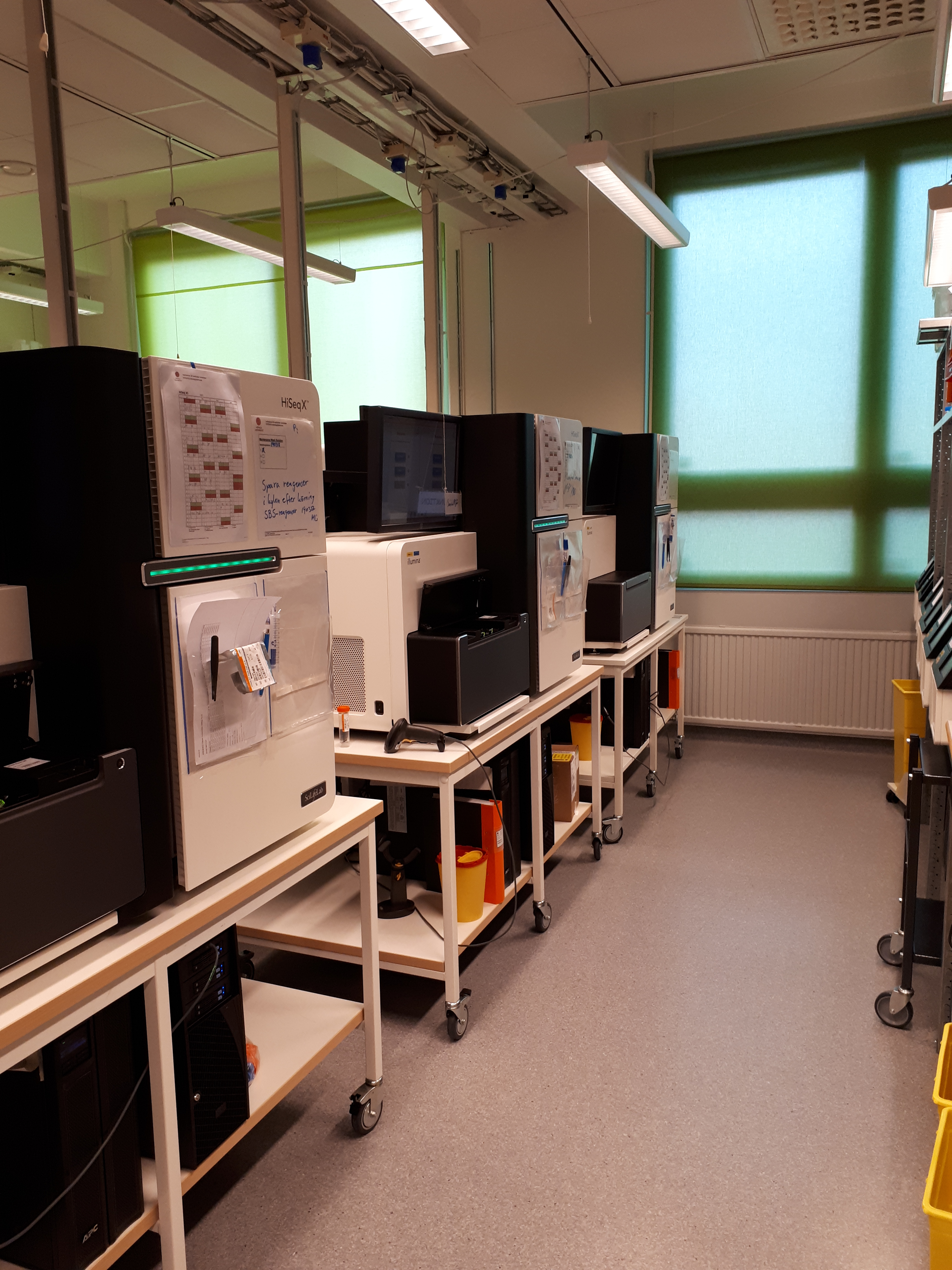
توالی‌سنج‌های HiSeq در SciLIfeLab در اوپسالا، سوئد. این عکس در طول سفر دوره SLU PNS0169 در مارس ۲۰۱۹ گرفته شده است.

رمزینه‌گذاری دی‌ان‌ای یا بارکدگذاری دی‌ان‌ای (به انگلیسی: DNA barcoding) روشی برای شناسایی گونه‌ها با استفاده از بخش کوتاهی از دی‌ان‌ای از یک ژن یا ژن خاص است. فرض بارکدگذاری دی‌ان‌ای این است که در مقایسه با یک کتابخانه مرجع از این بخش‌های دی‌ان‌ای (که «توالی‌ها» نیز نامیده می‌شود)، یک توالی منفرد می‌تواند برای شناسایی منحصربه‌فرد ارگانیسم به گونه‌ها استفاده شود، درست همان‌گونه که یک اسکنر سوپرمارکت از نوارهای سیاه آشنا استفاده می‌کند. بارکد UPC برای شناسایی یک کالا در موجودی آن در برابر پایگاه داده مرجع است. این «بارکدها» گاهی در تلاش برای شناسایی گونه‌های ناشناخته یا بخش‌هایی از یک ارگانیسم، صرفاً برای فهرست‌بندی تا آنجا که ممکن است، یا برای مقایسه با طبقه‌بندی سنتی در تلاش برای تعیین مرزهای گونه‌ها استفاده می‌شوند.
مناطق مختلف ژنی برای شناسایی گروه‌های مختلف ارگانیسمی با استفاده از بارکد استفاده می‌شود. رایج‌ترین ناحیه بارکد مورد استفاده برای جانوران و برخی از پروتیست‌ها، بخشی از ژن سیتوکروم <i id="mwGg">c</i> اکسیداز I (COI یا COX1) است که در دی‌ان‌ای میتوکندری یافت می‌شود. دیگر ژن‌های مناسب برای بارکد کردن DNA، آران‌ای رونویسی‌شده درونی (ITS) است که اغلب برای قارچ‌ها و RuBisCO برای گیاهان استفاده می‌شود. میکروارگانیسم‌ها با استفاده از مناطق مختلف ژنی شناسایی می‌شوند. به عنوان مثال، ژن 16S rRNA به‌طور گسترده در شناسایی پروکاریوت‌ها استفاده می‌شود، در حالی که ژن 18S rRNA بیشتر برای شناسایی یوکاریوت‌های میکروبی استفاده می‌شود. این مناطق ژنی به این دلیل انتخاب می‌شوند که تنوع درون‌گونه‌ای (در درون گونه) کمتری نسبت به تنوع برون‌گونه‌ای (بین گونه‌ها) دارند که به «شکاف بارکدگذاری» (Barcoding Gap) معروف است.
برخی از کاربردهای بارکدگذاری دی‌ان‌ای عبارتند از: شناسایی برگ‌های گیاه حتی زمانی که گل یا میوه در دسترس نیست. شناسایی گرده‌های جمع‌آوری‌شده بر روی بدن جانوران گرده‌افشان؛ شناسایی لارو حشرات که ممکن است ویژگی‌های تشخیصی کمتری نسبت به بزرگسالان داشته باشند. یا بررسی رژیم غذایی جانور بر اساس محتوای معده، بزاق یا مدفوع آن. هنگامی که از بارکد برای شناسایی ارگانیسم‌ها از نمونه دارای دی‌ان‌ای بیش از یک ارگانیسم استفاده می‌شود، از اصطلاح فرارمزینه‌گذاری دی‌ان‌ای (metabarcoding DNA) استفاده می‌شود، به عنوان مثال، metabarcoding DNA جوامع دیاتومی در رودخانه‌ها و نهرها، که برای ارزیابی کیفیت آب استفاده می‌شود.

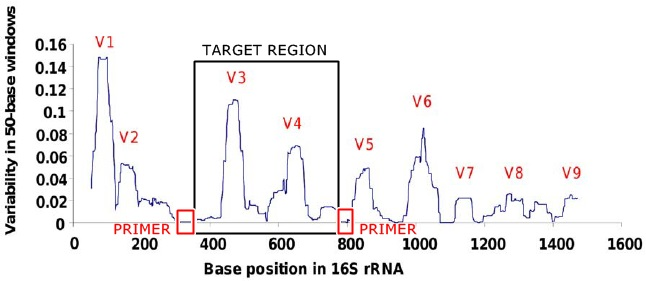
نمای شماتیک پرایمرها و ناحیه هدف، نشان‌داده‌شده بر روی ژن 16S rRNA در سودوموناس. به‌عنوان آغازگر، معمولاً توالی‌های حفاظت‌شده کوتاه با تنوع کم انتخاب می‌شوند، که بنابراین می‌تواند بیشتر یا همه گونه‌ها را در گروه هدف انتخابی تقویت کند. پرایمرها برای تقویت یک منطقه هدف بسیار متغیر در بین دو آغازگر استفاده می‌شوند که سپس برای تمایز گونه‌ها استفاده می‌شود. اصلاح‌شده از «تعداد کپی متغیر، ناهمگنی‌های درون ژنومی و انتقال‌های جانبی ژن 16S rRNA در سودوموناس» توسط Bodilis, Josselin; Nsigue-Meilo, Sandrine; بسوری، لودویک؛ Quillet, Laurent، مورد استفاده تحت CC BY، موجود در:.

### تجزیه و تحلیل بیوانفورماتیک

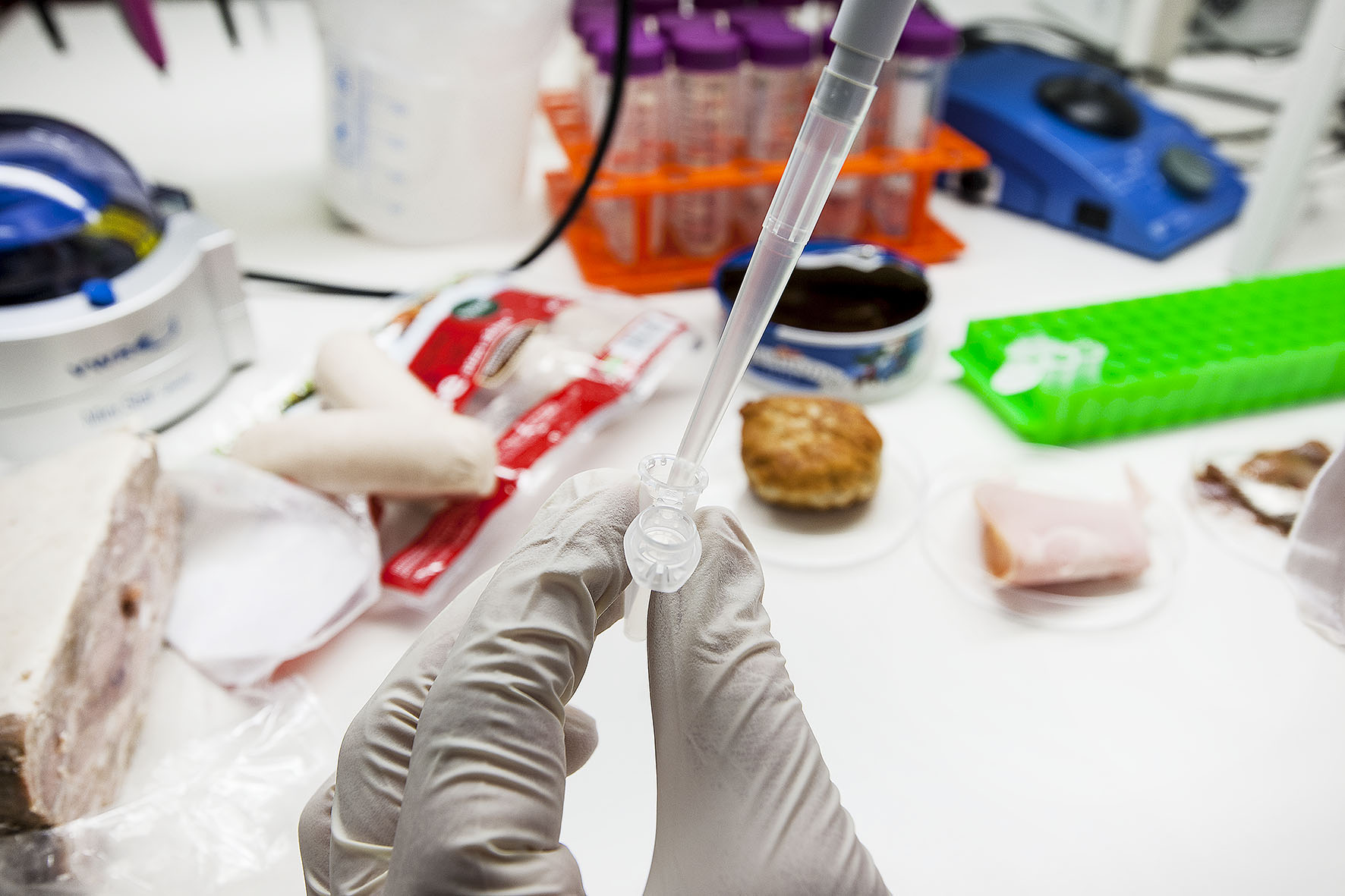
بارکدگذاری ابزاری برای تضمین کیفیت غذا است. در اینجا، دی‌ان‌ای از غذاهای سنتی کریسمس نروژی در آزمایشگاه سیستماتیک مولکولی در موزه دانشگاه NTNU استخراج می‌شود.

به منظور به دست آوردن داده‌های ساختاریافته، تمیز و قابل تفسیر، داده‌های توالی‌یابی خام باید با استفاده از تجزیه و تحلیل بیوانفورماتیک پردازش شوند. فایل فستک با داده‌های توالی‌یابی شامل دو نوع اطلاعات است: توالی‌های شناسایی‌شده در نمونه (فایل فستک) و یک فایل با کیفیت با امتیازهای کیفیت (نمره PHRED) مرتبط با هر نوکلئوتید هر توالی DNA. نمره PHRED نشان‌دهنده احتمالی است که نوکلئوتید مرتبط با آن به درستی نمره‌دهی شده است.
| ۱۰ | ۹۰٪     |
| ۲۰ | ۹۹٪     |
| ۳۰ | ۹۹٫۹٪   |
| ۴۰ | ۹۹٫۹۹٪  |
| ۵۰ | ۹۹٫۹۹۹٪ |

به‌طور کلی، امتیاز PHRED در انتهای هر توالی دی‌ان‌ای کاهش می‌یابد؛ بنابراین برخی از خطوط لوله بیوانفورماتیک به سادگی انتهای توالی‌ها را در یک آستانه مشخص قطع می‌کنند.